# 小行星9970
小行星9970（英語：9970）是一颗围绕太阳公转的小行星。1992年9月26日，天文学家杉江淳在Dynic发现了此天体。
这颗小行星的绝对星等为334.4141007155328等。